# Klaudia Kemper
Klaudia Kemper Soto (Río de Janeiro, 28 de mayo de 1966), es  artista visual, cineasta y diseñadora radicada en Chile desde 1976. Su trabajo en la escena visual nacional e internacional se complementa con la realización de la serie-documental Mujeres Artistas Chilenas. Feministas Radicales Persistentes (2019) que exploró la vertiente del género en la producción artística después del período dictatorial.

## Biografía
La artista, hija de padre alemán y madre chilena, fue formada en una familia de reconocidos psiquiatras y psicoanalistas con múltiples raíces culturales. A la edad de diez años, se trasladó con su familia a Chile, en un período marcado por las disputas político-sociales de la dictadura. 
En 1984 ingresó a la Facultad de Diseño de la Pontificia Universidad Católica de Chile y durante la década de 1990 participó en el Taller San Ignacio donde comenzó una ruta de exploración entre la pintura, la dirección de arte y la animación. En el año 1994 se trasladó a París donde asistió a cursos de Teoría e Historia del Arte en la Universidad París 1 Panteón-Sorbona y en la Escuela Massana en Barcelona. En su travesía europea alcanzó nuevas influencias artísticas y manifestó un mayor desplazamiento respecto de los parámetros tradicionales del arte, así, se vinculó con la performance, la instalación, el videoarte y otras actividades desde la formalidad y la práctica artística. Regresó a Chile en 1998 donde aumentó su trabajo expositivo y transformó nuevas reflexiones respecto del espacio, lo doméstico, la familia, la maternidad y el género debido al nacimiento de sus hijas. Al desplazarse a la región de Valparaíso, aumentó su visibilidad nacional e internacional y su participación en muestras tanto individuales como colectivas. Durante 2011 y 2013 trabajó en el Taller de la Corporación Artek de Arte y Tecnología. También fue docente en distintas universidades santiaguinas (del Desarrollo, Andrés Bello y Finis Terrae). Entre los años 2014 y 2016, cursó el Magíster en Cine Documental en la Universidad de Chile. Desde el 2015 dirige MuchoGusto producciones, agencia con la que ha desarrollado dos series documentales: La cooperativa de artistas (2017) y Mujeres Artistas Chilenas (2019).
Su producción más reciente manifiesta herramientas del cine, los medios digitales y la videoinstalación.    

## Obra
La tendencia multidisciplinar y transfronteriza en el trabajo de Kemper se puede interpretar a partir de las múltiples influencias artísticas que ha reconocido. Al ser formada dentro de la Generación de los ochenta en Chile, surgen artistas como Samy Benmayor, Bororo y Juan Downey, desde una corriente más diversa e internacional su obra recibe influjos de Andrei Tarkovsky, Ligia Clark, Tracey Emin, Annette Messeger y Louise Bourgeois. Algunos movimientos como la Bauhaus, la pintura gestual, la transvanguardia italiana, el arte Neo concreto y Fluxus, han tensionado su trabajo hacia la experimentación y la espacialidad. 

Klaudia Kemper se inició en la pintura atraída por la acción de animar, manteniendo una postura rupturista ante el uso de formas y estéticas establecidas. Actualmente, adopta un lenguaje primitivista, más intuitivo que estudiado, altamente expresivo y personal alejado del dominio técnico del oficio.
Inés Quílez Beviá, 2016

Otros trabajos que marcaron su camino desde la animación son: M (1990), Links (1999), Familia (2006), Familia (2006), World wild web (2006), Flash (2008), Voos de Descoberta (2008), Cavando sobre mojado (2005), Cuerpo (2005), Habitar (2006), entre otros. Mientras por el rumbo documentalista se encuentra El presente (no existe) (2016), La cooperativa de artistas (2017) y Mujeres Artistas Chilenas (2019), serie que ha sido transmitida por la televisión chilena y por otras plataformas web como Matucana 100. Este trabajo -en clave intimista y de género- visibilizó el trabajo artístico y político de Nancy Gewölb, Julia San Martín, Eli Neira, Janet Toro, Bruna Truffa, Eugenia Vargas-Pereira, Ingrid Wildi Merino y Ximena Zomosa.    

### Exposiciones

#### Exposiciones individuales
- 1993 - La isla en Galería del Cerro, Santiago.
- 1996 - Pinturas en Espace Gít-le Coeur, París.
- 1997 - Baby Blue en Galería Nesle,  París.
- 1998 - Tatuaje, la marca indeleble en Galería Arte Actual, Santiago.
- 2002 - La Flor de mi Deseo en Galería Praxis, Santiago.
- 2003 - Límites en Cerro Polanco, Valparaíso.
- 2004 - El Cumpleaños en Espacio Codar, Reñaca.
- 2005 - Cuerpo en Galería Animal, Santiago.
- 2006 - Derecho de suelo en Centro Cultural Laurinda Santos Lobos, Río de Janeiro.
- 2007 - Un gesto amable ablanda al enemigo en Galería Pasar, Valparaíso.
- 2007 - Inmersión en Galería H10, Valparaíso.
- 2008 - Cuerpo en Sat Gallery, Montreal.
- 2013 - Inmersión en el Museo Nacional de Bellas Artes, Santiago.
- 2014 - Mapas para no perderse en La Pan Galería, Viña del Mar.
- 2014 - GEN en Galería D21, Santiago.[3]
- 2017 - Habitar un cuerpo en Espacio Interdesing, Santiago.

#### Exposiciones colectivas
- 1990 - Concurso chileno francés de videoarte.
- 1992 - Expo Sevilla 92 en Stand de Chile, Sevilla.
- 2003 - VI Bienal de Video y Artes Mediales, Santiago.
- 2006 - Deformes. Bienal de Performance en Biblioteca de Santiago, Santiago.
- 2007 - Abre alas en Galería A Gentil Carioca, Río de Janeiro.
- 2008 - Deformes. Bienal de Performance en Museo de Arte Contemporáneo, Santiago.
- 2008 - Neologismo Encarnado en el Centro Cultural Metropolitano, Quito.
- 2009 - VIII Bienal de Video y Artes Mediales, Santiago.
- 2010 - Ciudadanas en el Museo Universitario del Chopo, México DF.
- 2010 - Interfase – Nuevas Dimensiones del Cuerpo Humano en Espacio Ciencia, Arte Y Tecnología Proyecto, Santiago.
- 2012 - IX Bienal de Video y Artes Mediales, Santiago.
- 2012 - El Bosque Invisible en el Centro Cívico de El Bosque, Santiago.
- 2014 - El cuerpo que habito en el Festival de Estocolmo.
- 2015 - Nosotras... de las sin razón venidas en Museo de Artes Visuales, Santiago.
- 2018 - Post 90 II, Museo de Arte Contemporáneo, Santiago.
- 2019 - Los dominios perdidos en Museo de Artes Visuales, Santiago.
- 2019 - Territorios corporales, una mirada sobre la producción chilena contemporánea en Sala Matta, Buenos Aires.
- 2020 - La forma del caos, en Espacio de Arte Contemporáneo, Montevideo.
- 2021 - Agorafilia: Mujeres Creadoras en Centro Cultural Matucana 100, Santiago.

### Obras en colecciones y museos
Sus obras se encuentran albergadas en distintas instituciones culturales como el Centro de Arte Reina Sofía, Museo Nacional de Bellas Artes, el Museo de Artes Visuales, el Museo de Arte Contemporáneo MAC, el Museo de Arte Contemporáneo de Chiloé,la Cineteca Nacional de Chile y el Museo Moderno de Arte (MoMA).

### Premios
- 1990 - Primer Premio del Festival de Video Arte del Instituto Chileno-Francés, Santiago.[13]
- 1997 - Premio Aidé a la Creation du Ministere de la Culture, París.
- 2001 - I Premio cortometraje categoría animación en Festival de Cine de Viña del Mar.

- 2016 - Primer Premio categoría Nuevos Lenguajes en Festival de Cine Antofadocs, Antofagasta.

- 2016 - Primer Premio categoría Audiovisual en Stockholm Fringe Festival, Estocolmo.